# Suárez (Tolima)
Suárez is een gemeente in het Colombiaanse departement Tolima. De gemeente, gelegen aan de rivier de Magdalena, telt 20.268 inwoners (2005). Suárez werd gesticht als Santa Rosa de Lima maar op 2 mei 1930 hernoemd tot Suárez, ter ere van de Colombiaanse president Marco Fidel Suárez (1918-1921).
Alpujarra · Alvarado · Ambalema · Anzoátegui · Armero · Ataco · Cajamarca · Carmen de Apicalá · Casabianca · Chaparral · Coello · Coyaima · Cunday · Dolores · Espinal · Falan · Flandes · Fresno · Guamo · Herveo · Honda · Ibagué · Icononzo · Lérida · Líbano · Mariquita · Melgar · Murrilo · Natagaima · Ortega · Palocabildo · Piedras · Planadas · Prado · Purificación · Rioblanco · Roncesvalles · Rovira · Saldaña · San Antonio · San Luis · Santa Isabel · Suárez · Valle de San Juan · Venadillo · Villahermosa · Villarrica